# 市川門之助 (5代目)
五代目 市川 門之助（ごだいめ いちかわ もんのすけ、1821年（文政4年） - 1878年（明治11年）9月12日）は、幕末から明治期にかけての歌舞伎役者。屋号：滝野屋、俳名：楓車・新車。

## 経歴
江戸両国の料理屋の子として生まれる。五代目瀬川菊之丞に弟子入りし瀬川路太郎。のち五代目岩井半四郎の門人となり岩井粂太郎。上方で修行中に六代目松本幸四郎に入門し松本七蔵と名乗り京阪から中国地方で活躍。1845年（弘化2年）に江戸に戻り七代目市川團十郎に認められて市川新車の名となり、その後は江戸、上方を中心に地方巡業で活躍する。
1858年（安政5年）以降は江戸に定住。1869年（明治2年）8月市村座「桃山譚」で幸蔵主を勤め七代目河原崎権之助（のち九代目市川團十郎）の佐藤正清と共演し、團十郎も絶賛するほどの名演技で気を吐いた。1870年（明治3年）2月市村座「宝来曽我島物語」で五代目市川門之助を襲名する。容姿に恵まれ時代物と世話物とをこなした。はじめは女形であったが声に難点があったために晩年は立役に転向。「平家女護島」の俊寛、「菅原伝授手習鑑」の時平を得意とした。大劇場出演には恵まれなかったが豊富なキャリアに裏打ちされた博識を持ち、九代目市川團十郎、五代目尾上菊五郎等の後進を指導するなど生き字引的な存在として尊敬された。同世代の三代目中村仲蔵、三代目中村翫雀とともに江戸時代の歌舞伎の型を次世代に伝えた功績は大きい。
養子に初代市川女寅がいる。墓所は雑司ヶ谷霊園。